# Pandarus zygaenae
Pandarus zygaenae är en kräftdjursart som beskrevs av Brady 1883. Pandarus zygaenae ingår i släktet Pandarus och familjen Pandaridae. Inga underarter finns listade i Catalogue of Life.